# Juan de Acuña

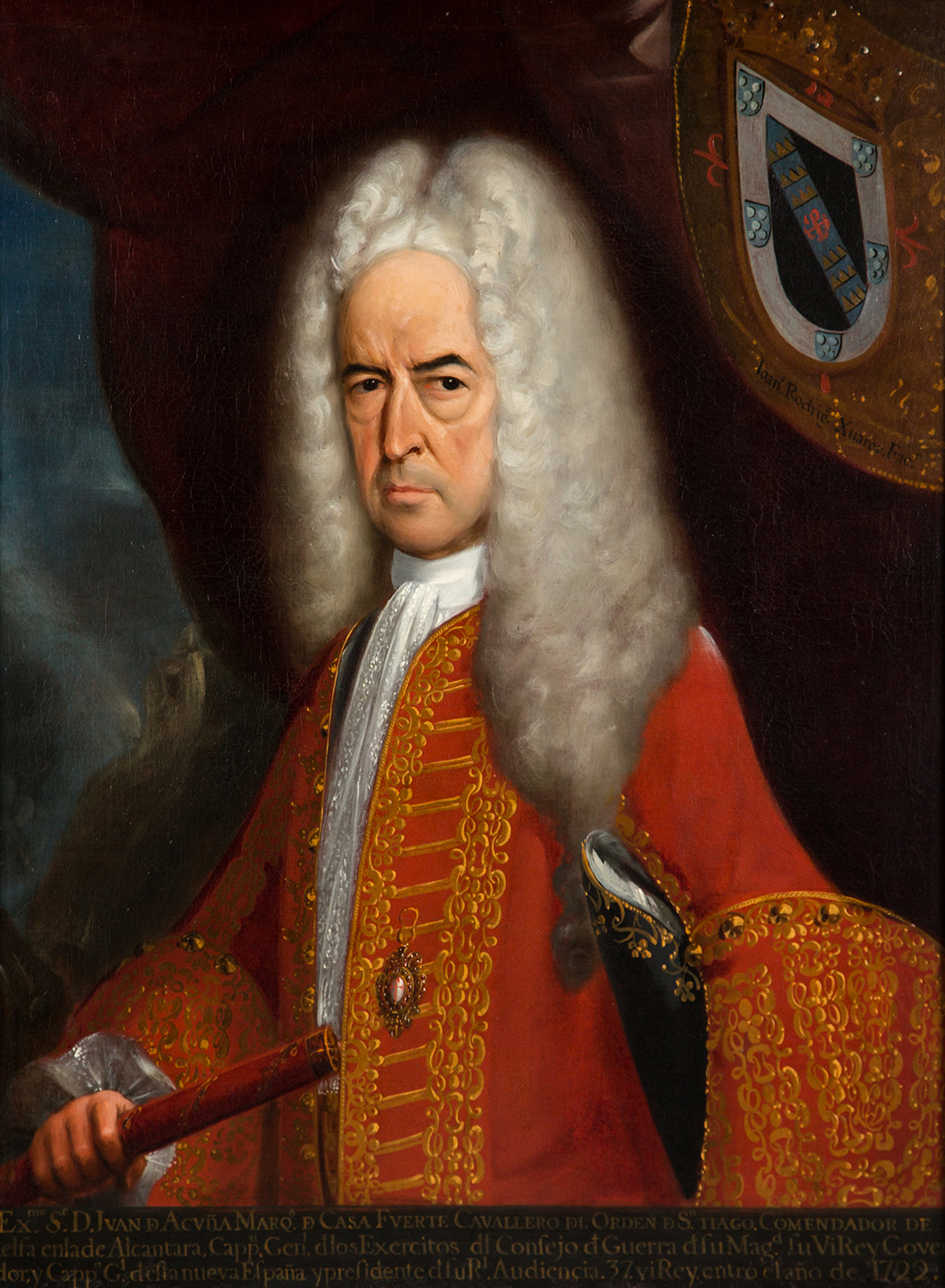
Juan de Acuña

Juan de Acuña (Lima, 1657 — Cidade do México, 1734).
Marquês de Casa Fuerte.
Foi Vice-rei da Nova Espanha, Peruentre 1722 e 1734. Fundou a Casa da Moeda e da Alfândega, regularizou o comércio com as Filipinas e a China, levou colonos das Canárias para o Texas, estabeleceu uma fundição de canhões em Çrizaba e instituiu a colegiada da Virgem de Guadalupe (1727).